# Xantholeon montanus
Xantholeon montanus är en insektsart som beskrevs av Tim R. New 1985. Xantholeon montanus ingår i släktet Xantholeon och familjen myrlejonsländor. Inga underarter finns listade i Catalogue of Life.